# (9298) Geake
(9298) Geake est un astéroïde de la ceinture principale.

## Description
(9298) Geake est un astéroïde de la ceinture principale. Il fut découvert le 15 mai 1985 à la station Anderson Mesa par Edward L. G. Bowell. Il présente une orbite caractérisée par un demi-grand axe de 2,57 UA, une excentricité de 0,30 et une inclinaison de 12,1° par rapport à l'écliptique.

## Compléments